# Bahnhof Pinneberg

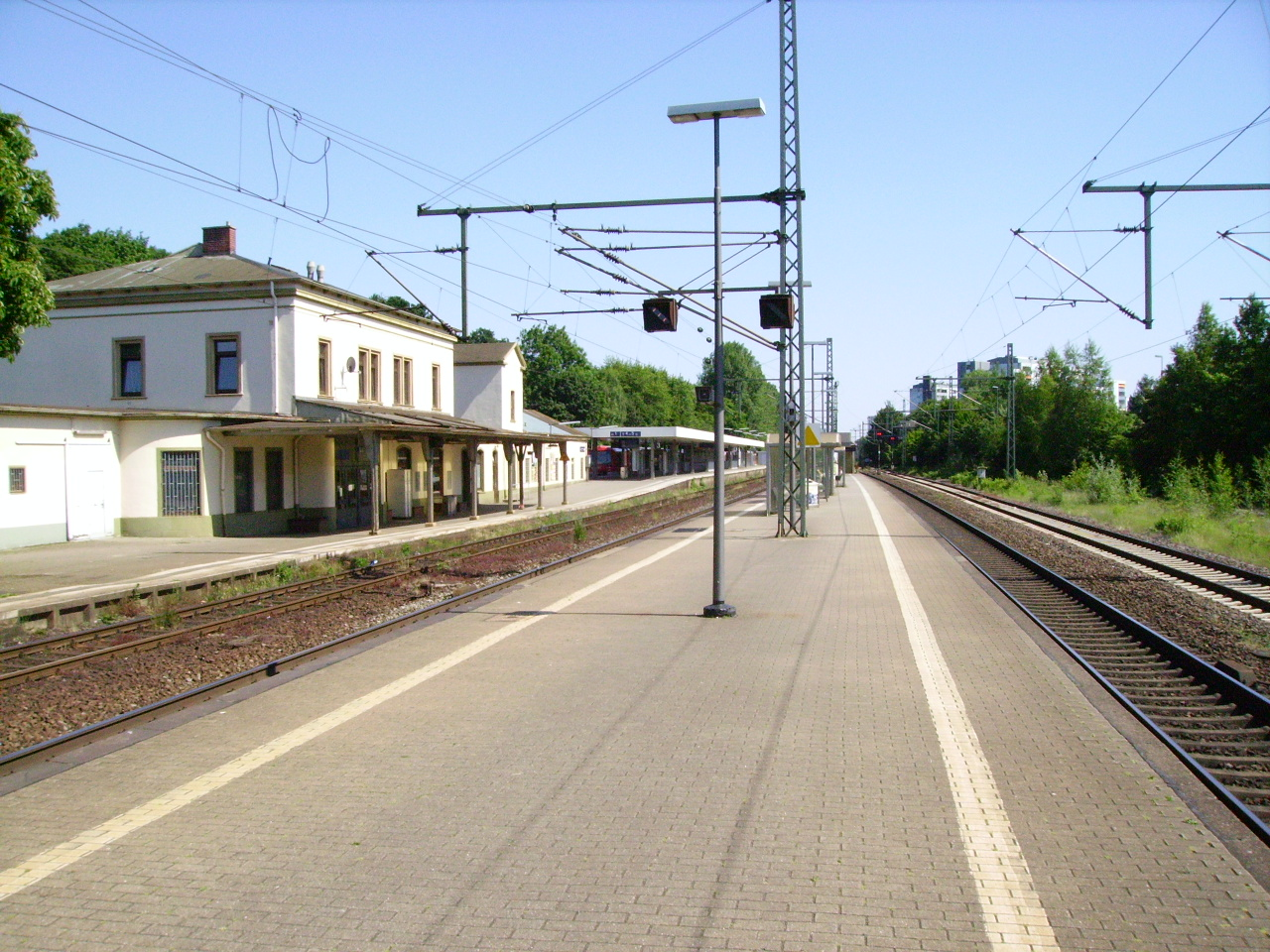
Die Gleisanlagen des Bahnhofs (Zustand 2008)

Der Bahnhof Pinneberg ist ein Personenbahnhof im schleswig-holsteinischen Pinneberg. Er befindet sich an der sehr stark befahrenen Strecke Hamburg-Altona–Kiel. Außerdem bildet er den Endpunkt der S-Bahn-Linie S 3. Zudem steht hier das älteste Bahnhofsgebäude seiner Art in Schleswig-Holstein, das 1848 erbaut wurde. Der Bahnhof wird täglich von rund 19.000 Personen genutzt und ist damit einer der meistfrequentierten Bahnhöfe in Schleswig-Holstein. Das marode Bahnhofsgebäude soll saniert werden, um es in ein neu gestaltetes Bahnhofsumfeld zu integrieren, da in der Stadt nur noch wenige historische Gebäude vorhanden sind.

## Betrieb
Der Bahnhof wurde am 18. September 1844 mit Eröffnung der Bahnstrecke Altona–Kiel in Betrieb genommen, womit er einer der ältesten in Schleswig-Holstein ist. Seit 1967 ist er Endpunkt der S-Bahn Hamburg. Im Jahr 2011 stehen insgesamt fünf Bahnsteiggleise zur Verfügung. Die Gleise 1 und 2 enden stumpf südlich des Empfangsgebäudes und werden von der S-Bahn genutzt.
Die Gleise 4 und 5 liegen an einem Inselbahnsteig, der über eine Unterführung zugänglich ist. Auf Gleis 4 fährt die Regionalbahn nach Itzehoe über Elmshorn. Gleis 5 dient den Regionalzügen nach Hamburg-Altona und Hamburg Hauptbahnhof. Ein sechstes Gleis wird als Durchfahrtsgleis genutzt. Die Güterverkehrsanlagen lagen im Nordwesten des Bahnhofes, die Gleise dort sind bis auf das Abstellgleis entfernt.

### Linien
| Linie | Verlauf                                                                 | Taktangebot                          | Fahrzeugmaterial                            | Eisenbahnverkehrsunternehmen       |
| ----- | ----------------------------------------------------------------------- | ------------------------------------ | ------------------------------------------- | ---------------------------------- |
| RE 70 | Flensburg – Rendsburg – Neumünster – Elmshorn – Pinneberg – Hamburg Hbf | (nur vereinzelte Halte in Pinneberg) | Bombardier Twindexx Vario (RE7 2x, RE70 1x) | DB Regio SH                        |
| RE 70 | Kiel Hbf – Neumünster – Elmshorn – Pinneberg – Hamburg Hbf              | (nur vereinzelte Halte in Pinneberg) | Bombardier Twindexx Vario (RE7 2x, RE70 1x) | DB Regio SH                        |
| RB 61 | Itzehoe – Elmshorn – Pinneberg – Hamburg Hbf                            | Stundentakt                          | Stadler FLIRT 3                             | NBE Nordbahn Eisenbahngesellschaft |
| RB 71 | Itzehoe/Wrist – Elmshorn – Pinneberg – Hamburg-Altona                   | Stundentakt                          | Stadler FLIRT 3                             | NBE Nordbahn Eisenbahngesellschaft |

| Linie | Verlauf |
| ----- | --- |
| S 3   | Pinneberg – Thesdorf – Halstenbek – Krupunder – Elbgaustraße – Eidelstedt – Stellingen (Arenen) – Langenfelde – Diebsteich – Altona – Königstraße – Reeperbahn – Landungsbrücken – Stadthausbrücke – Jungfernstieg – Hauptbahnhof – Hammerbrook (City Süd) – Elbbrücken – Veddel (BallinStadt) – Wilhelmsburg – Harburg – Harburg Rathaus – Heimfeld (TU Hamburg) – Neuwiedenthal – Neugraben |

## Umbau und Zukunft des Bahnhofs Pinneberg
Seit dem 3. September 2018 wird der Bahnhof Pinneberg für rund 15 Millionen Euro umgebaut. In der ersten Ausbauphase wird der barrierefreie Ausbau der Verkehrsstation realisiert.
- Die Bahnsteige werden erneuert und in der Größe angepasst. An den Gleisen 3, 4 und 5 werden die Bahnsteigkanten auf eine Höhe von 76 Zentimetern angepasst, damit ein barrierefreier Fahrgastwechsel möglich ist.
- Alle Bahnsteige bekommen neue Sitzbänke und neue Unterstände für die Reisenden.
- Das Dach am Bahnsteig der Gleise 2 und 3 wird saniert, der Bahnsteig der Gleise 4 und 5 bekommt ein neues 132 Meter langes Dach.
- Um alle Gleise barrierefrei erreichen zu können, wird ein neuer Fußgängertunnel gebaut, welcher die Nord- und Südseite des Bahnhofes verbindet und alle Bahnsteige mit Aufzügen zugänglich macht. Auch hierdurch soll ein barrierefreier Ein- und Ausstieg von Rollstuhlfahrern und Kinderwagen garantiert werden.
- Der erste Bauabschnitt (Ertüchtigung der Verkehrsanlagen) soll im Winter des Jahres 2020 abgeschlossen sein.
- Im zweiten Bauabschnitt soll der Umbau mit dem denkmalgeschützten Empfangsgebäude weiter gehen. Das Gebäude wird so umgebaut, dass dort Wartebereiche, Toiletten und andere Serviceeinrichtungen entstehen.
- Neu hinzukommen sollen am Bahnhof auch ein Pavillon mit einem DB-Reisezentrum, ein Fahrradparkhaus und ein Supermarkt auf der Bahnhofsnordseite.
- Alle Umbaumaßnahmen sollen schließlich im Jahre 2026 abgeschlossen sein.[6]
- Bereits fertiggestellt ist der P+R-Platz auf der Nordseite neben dem Fahlt; neu gebaut werden im Laufe der Bauzeit noch weitere P+R-Plätze auf der Südseite sowie weitere Fahrradstellplätze.
- Der neue Busbahnhof (ZOB) befindet sich nordwestlich des historischen Empfangsgebäudes; er wurde im Oktober 2019 in Betrieb genommen. Mit der Verlegung des Busverkehrs zum ZOB entsteht vor dem Bahnhof ein neuer Vorplatz.